# Ruth Gbagbi
Ruth Marie Christelle Gbagbi (Abiyán, 7 de febrero de 1994) es una deportista marfileña que compite en taekwondo.
Participó en dos Juegos Olímpicos de Verano, obteniendo dos medallas de bronce, en Río de Janeiro 2016 y Tokio 2020, ambas en la categoría de –67 kg. En los Juegos Panafricanos consiguió dos medallas en los años 2011 y 2015.
Ganó dos medallas en el Campeonato Mundial de Taekwondo, en los años 2017 y 2023, y ocho medallas en el Campeonato Africano de Taekwondo entre los años 2009 y 2023.

## Palmarés internacional
| Juegos Olímpicos    | Juegos Olímpicos                  | Juegos Olímpicos  | Juegos Olímpicos |
| Año                 | Lugar                             | Medalla           | Categoría        |
| ------------------- | --------------------------------- | ----------------- | ---------------- |
| 2016                | Río de Janeiro (Brasil)           | Medalla de bronce | –67 kg           |
| 2020                | Tokio (Japón)                     | Medalla de bronce | –67 kg           |
| Campeonato Mundial  |                                   |                   |                  |
| Año                 | Lugar                             | Medalla           | Categoría        |
| 2017                | Muju (Corea del Sur)              | Medalla de oro    | –62 kg           |
| 2023                | Bakú (Azerbaiyán)                 | Medalla de bronce | –67 kg           |
| Juegos Panafricanos |                                   |                   |                  |
| Año                 | Lugar                             | Medalla           | Categoría        |
| 2011                | Maputo (Mozambique)               | Medalla de bronce | –57 kg           |
| 2015                | Brazzaville (República del Congo) | Medalla de oro    | –62 kg           |
| Campeonato Africano |                                   |                   |                  |
| Año                 | Lugar                             | Medalla           | Categoría        |
| 2009                | Yaundé (Camerún)                  | Medalla de plata  | –46 kg           |
| 2012                | Antananarivo (Madagascar)         | Medalla de oro    | –62 kg           |
| 2014                | Túnez (Túnez)                     | Medalla de oro    | –62 kg           |
| 2016                | Puerto Saíd (Egipto)              | Medalla de oro    | –62 kg           |
| 2018                | Agadir (Marruecos)                | Medalla de oro    | –67 kg           |
| 2021                | Dakar (Senegal)                   | Medalla de oro    | –67 kg           |
| 2022                | Kigali (Ruanda)                   | Medalla de oro    | –67 kg           |
| 2023                | Abiyán (Costa de Marfil)          | Medalla de oro    | –67 kg           |